# Kalaydo
Kalaydo ist eine Online-Stellenbörse.
Die Plattform startete als Online-Anzeigenportal mit Marktplätzen für Stellenanzeigen, Kleinanzeigen, Immobilien sowie Kraftfahrzeuge. Im Jahr 2021 wurde die Website ohne vorherige Ankündigung in eine reine Jobbörse umgewandelt und alle sonstigen Marktplätze sowie Inhalte der Benutzer gelöscht, was zu negativen Reaktionen ehemaliger Nutzer im Umgang mit den personenbezogenen Daten führte.

## Geschichte
Die Kalaydo GmbH & Co. KG wurde 2006 gegründet. 2015 wurde sie von der Markt Gruppe übernommen, einem Gemeinschaftsunternehmen zu gleichen Teilen der Ippen Mediengruppe und der Rheinischen Post Mediengruppe. Im Bereich Jobs und Kleinanzeigen hat die Markt Gruppe im Zuge der Übernahme ihre nationalen Portale stellenanzeigen.de und markt.de um das ursprünglich regional ausgerichtete Portal kalaydo.de ergänzt.
kalaydo.de erreichte im November 2017 monatlich ca. 0,7 Mio. Unique User (Quelle: AGOF Digital Facts).

## Jobbörse
Die Jobbörse von kalaydo.de legt ihren Schwerpunkt auf Stellenangebote aus der Region. Insbesondere kleine und mittelständische Unternehmen (KMU) inserieren ihre freien Stellen auf dem Portal. Darüber hinaus bietet die Plattform Ausbildungsplätze, Praktika und Minijobs. Ergänzend veranstaltet kalaydo.de sechs Jobmessen im Jahr. Die Karrieretage in Aachen, Bonn, Düsseldorf, Koblenz, Köln und Stuttgart bieten Bewerbern und Unternehmen eine Plattform für ein gegenseitiges Kennenlernen.